# Poplar Island, British Columbia
Poplar Island är en ö i Kanada.   Den ligger i provinsen British Columbia, i den södra delen av landet, 3 500 km väster om huvudstaden Ottawa. Arean är 0,90 kvadratkilometer.
Runt Poplar Island är det i huvudsak tätbebyggt. Runt Poplar Island är det tätbefolkat, med 982 invånare per kvadratkilometer.